# فرانك بورتون (لاعب كرة قدم)
فرانك بورتون (بالإنجليزية: Frank Burton)‏ (1 يناير 1891 بالمكسيك - 1 يناير 1967 بأوكلاند في المكسيك) هو لاعب كرة قدم بريطاني (وحمل سابقاً جنسية المملكة المتحدة لبريطانيا العظمى وأيرلندا) في مركز الدفاع. لعب مع تشارلتون أثلتيك وكوينز بارك رينجرز ووست هام يونايتد وغرايز أتلاتيك ‏.